# متین آکان
متین آکان (انگلیسی: Metin Akan؛ زادهٔ ۲۸ مهٔ ۱۹۸۳) بازیکن فوتبال اهل ترکیه است.
از باشگاه‌هایی که در آن بازی کرده‌است می‌توان به باشگاه فوتبال آدانااسپور، باشگاه فوتبال آنکاراگوچو، باشگاه فوتبال مانیسااسپور، باشگاه فوتبال بورسااسپور، و باشگاه فوتبال استانبول باشاک‌شهر اشاره کرد.
وی همچنین در تیم ملی فوتبال زیر ۲۰ سال ترکیه بازی کرده‌است.